# Войновка (Тюменская область)
Войновка — микрорайон в составе Восточного административного округа города Тюмени. Ранее — деревня, затем упразднённый в 1963 году посёлок в Тюменском районе в составе Букинского сельсовета.

## История
Деревня Воинова располагалась на востоке от города Тюмень. На востоке от неё располагалась деревня Гилёва, на севере — деревня Букина.
Войновка располагалась на Ялуторовском (Сибирском) тракте. Также возле деревни протекала речка Войновка, которая сейчас на территории Тюмени на большей части пути спрятана в трубу.
Также речка имела название Ключи из-за большого количества ключей, питающих её. На поверхности сохранилась в районе Гилёвской рощи.
Деревня Войновка входила в состав Богандинской волости Тюменского уезда Тюменской губернии. На 1926 год в составе Букинского сельсовета.
В 1913 году строится железнодорожная станция Войновка. При ней вырастает посёлок железнодорожников. Сейчас станция крупнейший сортировочный и перевалочный пункт в Тюменской области для поездов, идущих на север.
В 1981 году сносят последние деревянные дома.

### Микрорайон Тюмени
В 1956 году деревня Войновка входит в состав Тюмени.
В 1954 году возле Войновки начало строительства Комбината крупнопанельного строительства. Комбинат производил железобетонные панели, из которых собирали 5-ти этажные дома для застраивания Тюмени. Строительство окончено в 1964 году.
В 1963 году в состав Тюмени входит посёлок станции Войновка и деревня Букина.
Строительство в Войновке жилых домов для разросшегося моторного завода. При директоре Хуторянском В. Я. завод стал крупнейшим в Тюмени.
Бывшая деревня Войновка, посёлок при станции Войновка и жилые дома строившихся предприятий сформировали в 1960—1970-х годах микрорайон Войновка Тюмени.
С присоединением Войновки к городу началось строительство ТЭЦ-2, которая обеспечивает до 40 % потребностей электроэнергии Тюмени.

## Население
На 1926 год в Войновке проживало 222 человек в 51 дворе. 109 мужчин, 113 женщин. Национальность — русские, 4 человека — украинца.

## Инфраструктура
- Средние школы № 59 и № 72;
- Детский сад № 25 (2 отделения);
- Тюменский железнодорожный колледж.

Микрорайон застроен неравномерно. Встречаются территории с хрущёвками, так и более современными зданиями. Имеются: рынок «Восточный», развлекательный центр «Победа», торговый центр «Циклон», магазины «Гудок» и другие.
В микрорайоне есть бульвар имени Анатолия Косухина, переходящий в сквер «Серебряные ключи». Также имеется сквер «Энергетиков».
На юге располагается крупная Тюменская ТЭЦ-2.

## Транспорт
До центра Тюмени можно добраться с помощью автобусного и пригородного железнодорожного сообщения.
С севера примыкает железнодорожная станция Войновка. Через ж/д пути проходит длинный пешеходный мост, соединяющий микрорайон с улицей Республики.